# Belfast Celtic
Der Belfast Celtic Football Club war ein von 1891 bis 1949 bestehender Fußballverein in der nordirischen Hauptstadt Belfast.
Der katholisch geprägte Verein dominierte in der ersten Hälfte des 20. Jahrhunderts neben dem protestantisch geprägten Lokalrivalen Linfield FC die Irish Football League, verließ diese jedoch nach schweren Ausschreitungen gegen Spieler des Vereins bei einem Auswärtsspiel am 26. Dezember 1948 („Boxing Day“) nach Ende der Saison 1948/49. Der Verein nahm in der Folge an keinen regulären Wettbewerben mehr teil, maß sich jedoch bis Mitte der 1950er Jahre noch in Freundschaftsspielen mit anderen Teams.

## Geschichte
Der Club wurde 1896 als amtierender Sieger des County Antrim Shields in die Irish League aufgenommen, drei Jahre später konnte die erste – noch gesamtirische- von insgesamt 14 Meisterschaften errungen werden. Nach zwei Meisterschaften um den Ersten Weltkrieg herum, verließ der Club von 1920 bis 1924 die Liga, im Anschluss brach in der zweiten Hälfte der 1920er Jahre eine erste große Zeit Celtics an. Zwischen 1925 und 1929 gewann der Club vier Meistertitel und einmal den nordirischen Pokal, die Meisterschaften 1927 und 1929 gelangen sogar ohne ein verlorenes Spiel, diese Zeit wurde von der großen Rivalität zum Stadtnachbarn Linfield geprägt, welcher in der ersten Hälfte der 1930er Jahre jedoch meist besser abschnitt. Mit dem neuen (anfangs Spieler-)Trainer Elisha Scott begann ab 1934 eine neue Ära der Dominanz des Clubs, von 1935 bis 1948 gewann Celtic alle nationalen Meistertitel und mit Ausnahme des Jahres 1942 auch sämtliche regionalen Kriegsmeisterschaften.
Nach der Saison 1948/49 zog sich das Team als Vizemeister aus Sicherheitsgründen aus der nordirischen Liga zurück – u. a. Stürmer Jimmy Jones war am Boxing Day 1948 im Spiel gegen den Linfield FC derart attackiert worden, dass er wegen eines Beinbruchs letztlich zwei Jahre ausfiel –, über den Sommer gingen sie auf eine Gastspieltournee durch die östlichen Vereinigten Staaten, wo sie unter anderen auf den amtierenden British Home Champion Schottland trafen und diese in New York mit 2:0 besiegten.
West Belfast war bis zur Gründung von Donegal Celtic 1970 ohne größere Fußballmannschaft.

## Name
Der Verein benannte sich nach dem schottischen Äquivalent aus Glasgow.

## Stadion
Das Heimstadion war der Celtic Park an der Donegal Road in West Belfast, unter Fans auch als Paradise bekannt.

## Bekannte Spieler
- Elisha Scott (1916–1919) Spieler, (1934–1936) Spielertrainer
- Charlie Tully (1944–1948)
- Jackie Denver (194?–1948)

## Trainer
- Elisha Scott (1936–1949)

## Sportliche Erfolge
- Nordirische Fußballmeisterschaft
  - Meister: 1900, 1915, 1920, 1926, 1927, 1928, 1929, 1933, 1936, 1937, 1938, 1939, 1940, 1948
  - Vizemeister: 1905, 1910, 1934, 1949
  - Dritter: 1901, 1911, 1912, 1914, 1925, 1931, 1932, 1935
- Nordirischer Fußballpokal
  - Sieger: 1918, 1926, 1937, 1938, 1941, 1943, 1944, 1947
  - Finalist: 1906, 1915, 1917, 1929